# Ácido cloroacético
Ácido cloroacético é o composto químico com a fórmula ClCH2CO2H.  Este ácido carboxílico é um útil "bloco de construção" em síntese orgânica. Como outros ácidos cloroacéticos e halocarbonos relacionados, é um potencialmente perigoso agente de alquilação.

## Produção
Ácido cloroacético é sintetizado por cloração de ácido acético na presença de fósforo vermelho, enxofre, ou iodo como catalisador:
CH3CO2H  +  Cl2  →  ClCH2CO2H  +  HCl
Também é formado pela hidrólise de tricloroetileno usando ácido sulfúrico como catalisador.
Também é obtido pela cloração do ácido acético a 85 °C sob pressão de 6 bar com adição de catalíticas quantidade de anidrido acético ou cloreto de acetila.

## Aplicações
O ácido cloroacético é a matéria prima para a carboximetilcelulose, assim como para agentes pesticidas, corantes e fármacos. O ácido cloroacético é usado diretamente no tratamento de verrugas (com o nome comercial de Acetocaustin).
É ilustrativo de sua utilidade em química orgânica a O-alquilação de salicilaldeído com ácido cloroacético, seguida pela decarboxilação do éter resultante, produzindo-se benzofurano.
É utilizado em modificações de sílica, para aplicação em reações de epoxidação de olefinas e álcoois insaturados.